# Планински бобър
Планински бобър (Aplodontia rufa) е северноамерикански гризач от семейство Aplodontiidae. Той е единствен съвременен вид от това семейство, представено от монотипен род. и въпреки името си няма пряка родствена връзка с представителите на семейство Боброви (Castoridae). Видът е изключително примитивен и пример за жив фосил.

## Разпространение
Ареалът на гризача е свързан основно с Каскадните планини на север от Британска Колумбия в Канада през американските щати Вашингтон и Орегон, до Калифорния и гранична област от Невада. Видът се среща да тихоокеанското крайбрежие на САЩ. Обитава основно планински райони с широколистни листопадни гори и по-рядко иглолистни.

## Описание
Планинския бобър има набито тяло със средни размери. На външен вид наподобява на едър хомяк или ондатра. Тялото е с дължина 30 – 47 cm, опашката е не по-дълга от 4 cm. Тежат около 0,9 – 1,6 kg. Мъжките са по-едри от женските. Главата е едра, а крайниците са къси. Очите са малки, а ушните раковини са късички и закръглени. Предните крайници притежават пет пръста като първият от тях е много добре развит и пригоден за ровене на земята. Космената покривка е гъста, груба и къса. На гърба е със сив или червеникавокафяв цвят, а към корема избледнява. В основата на ушите липсва козина. С напредване на възрастта козината изсветлява.

## Поведение
Планинските бобри са растителноядни животни и консумират всякакъв тип храна от растителен произход. Изключително социални животни са и живеят на колонии в дупки под земята, които се свързват със сложна система от подземни ходове.

## Размножаване
Размножаването започва пред ноември или декември. Бременността продължава шест до осем седмици и раждат 2 или 3 малки с тегло едва от 25 грама. Полова зрялост при женските настъпва едва към втората година. Продължителността на живот е от 6 до 10 години.